# Різноманіття релігійного досвіду
«Різноманіття релігійного досвіду» (англ. The Varieties of Religious Experience) — книга американського психолога й одного із засновників філософського прагматизму Вільяма Джеймса, що складається з двадцяти гіфордівських лекцій з природної теології, прочитаних ним в Единбурзькому університеті (Шотландія) у 1901—1902 рр.
Лекції описують уявлення Джеймса про сутність релігії та його погляди на наукову методологію, яка використовувалася в його час при академічних дослідженнях релігії. Книга викликала широкий інтерес наукового співтовариства і стала класичною для психологів і філософів вже незабаром після її виходу. Вона багаторазово перевидавалася на різних мовах протягом більш ніж ста років, що пройшли з моменту першої публікації.

## Обставини написання
Вільям Джеймс був вихований у глибоко релігійній сім'ї. На його батька, Генрі Джеймса, величезний вплив справила релігійно-містичне вчення Еммануїла Сведенборга. Ця обставина позначилася на філософських і психологічних поглядах Вільяма Джеймса з релігійних питань, зокрема й у книзі «Різноманіття релігійного досвіду». Написанню цієї книги передувала низка важливих подій в особистому житті цього мислителя. У 1872 році Джеймс прийняв пропозицію президента Гарвардського університету і приступив до викладання фізіології. Незабаром він почав викладати в Гарварді психологію на основі фізіологічного підходу і в 1875 році створив першу в Америці психологічну лабораторію. У 1879 році Джеймс став викладати в Гарварді філософію.
У квітні 1897 року він отримав запрошення прочитати Гіфордівські лекції з природної теології в Единбурзі, проте через напружену роботу в Гарварді його здоров'я сильно погіршилося, і він був змушений відкласти свій виступ. В 1898 році, перебуваючи з друзями в горах Адірондак, Джеймс відчув момент одкровення, що справив на нього незабутнє враження, після чого Джеймс відчув себе готовим перенести розуміння, що відкрилося йому, в лекції, як сказано в його листі до своєї дружини Еліс.
У процесі лікування від фізичної недуги він зайнявся дослідженням релігійних переживань і в 1901—1902 рр. виступив з лекціями в Единбурзькому університеті. Хоча ці лекції, опубліковані в 1902 році як окрема книга під назвою «Різноманіття релігійного досвіду», мали широкий успіх, сам Джеймс залишився ними незадоволений, вважаючи, що він приділив у цих лекціях занадто багато уваги викладу фактів і занадто мало — філософського аналізу.

## Основні ідеї
Ключовою ідеєю книги стала відмова Джеймса від обговорення питань, пов'язаних з онтологією релігійних і містичних переживань, замість чого він переніс увагу на психологічні проблеми цих переживань. За словами Джеймса, «психологічна природа релігійного досвіду і його філософське значення — це, з логічної точки зору, питання абсолютно різних порядків». Ця ідея потім багаторазово використовувалась у теоретичних побудовах, що стосуються розуміння релігійного, містичного або духовного досвіду, в найрізноманітніших напрямах психології — від біхевіористського до трансперсонального.
Джеймс також вказав на необхідність відрізняти практичну цінність якого-небудь релігійного феномена від питання про походження цього феномена. Як приклад він навів релігію квакерів, яка на своїй ранній стадії стала моральним зразком для всіх інших християнських сект. Сучасники її засновника, Джорджа Фокса, вважали його цілком нормальною людиною. Однак, з погляду своєї нервової системи, Фокс, за словами Джеймса, був різко вираженим психопатом.
Джеймс виступив категорично проти фізіологічних пояснень релігійних переживань. Він назвав такий підхід «медичним матеріалізмом». Оскільки з точки зору матеріалізму немає ні одного стану свідомості — ні нормального, ні патологічного, яке не було б обумовлено яким-небудь органічним процесом, то, згідно з таким підходом, атеїстичний спосіб мислення можна пояснити, приміром, дисфункцією печінки. Джеймс відкинув поширену ідею про перевагу науки перед релігією, вказавши, що цінність як наукових, так і релігійних переконань може бути пізнана тільки шляхом безпосередньо застосованих до них оцінювальних суджень, заснованих на нашій власній інтуїції і на здобутих досвідом знаннях про відношення цих поглядів до наших моральних потреб і до всього того, що ми називаємо істиною.
В останній лекції Джеймс виділив такі найсуттєвіші риси релігійного життя:
1. Видимий світ є лише частиною іншого, духовного світу, в якому він черпає свій головний сенс;
2. Справжньою метою нашого життя є гармонія з цим вищим світом;
3. Молитва або внутрішнє спілкування з духом цього горнього світу — «Бог» це чи «закон» — є реальним процесом, в якому проявляється духовна енергія, і який породжує відомі психічні й навіть матеріальні наслідки у феноменальному світі;
4. До того ж, релігія надає життю нову принадність, яка набуває форми ліричної чарівності або прагнення до суворості та героїзму;
5. Релігія породжує впевненість у спасінні, душевний мир і вливає сили в почуття любові.

Джеймс детально розглянув відношення між наукою й релігією його часу і виступив проти упередженого та зверхнього ставлення вчених до релігії як до пережитку минулого й набору забобонів, висловивши це такими словами: 
 Я можу, звичайно, змусити себе вжитися в настрій вченого сектанта і жваво уявити собі, що не існує нічого, крім чуттєвого світу й визнаних наукою законів і явищ природи; але кожного разу, як я намагаюся зробити це, я чую, як той внутрішній керівник, про якого писав одного разу Кліффорд (WK Clifford), шепоче мені: «Геть звідси!» Помилкова думка залишається помилковою думкою, навіть якщо вона називається наукою, і вся сукупність людського досвіду, наскільки я можу об'єктивно зрозуміти його, непереборно тягне мене вийти за «наукові» межі. Так, реальний світ набагато складніший, ніж це передбачає й допускає природознавство.
Оригінальний текст (рос.)
[Я могу, конечно, заставить себя вжиться в настроение учёного сектанта и живо представить себе, что не существует ничего, кроме чувственного мира и признаваемых наукой законов и явлений природы; но всякий раз, как я пытаюсь сделать это, я слышу, как тот внутренний руководитель, о котором писал однажды Клиффорд (W. K. Clifford), шепчет мне: «прочь отсюда!» Заблуждение остаётся заблуждением, даже если оно называется наукой, и вся совокупность человеческого опыта, поскольку я могу объективно понять его, непреодолимо влечёт меня выйти за «научные» пределы. Да, реальный мир гораздо более сложен, чем это предполагает и допускает естествознание.] Помилка: {{Lang}}: текст вже має курсивний шрифт (допомога)

Італійські історики філософії Д. Реалі й Д. Антисері наприкінці XX століття сказали, що релігією самого Джеймса був захист суспільства проти нелюдських тенденцій науки, і його боротьба проти культу науки й техніцизму виявилася досить ефективною.

## Вплив і оцінки
Книга Джеймса була піддана критиці рядом авторів з кількох причин. Наприклад, релігійний досвід у ній був розглянутий без врахування соціальних обставин та історичного контексту, які могли б впливати на його прояви в різних розглянутих історичних постатях. До того ж, у книзі Джеймс проявляє виразно меншу симпатію до релігійного досвіду римських католиків, що викликано, найімовірніше, пануванням протестантизму в США під час написання книги. Ряд рецензентів, починаючи зі Стенлі Холла й досі, відзначають, що Джеймс у цій книзі відмовився від експериментальної позитивістської науки як способу перевірки гіпотез щодо досліджуваного ним предмета, а натомість запропонував описовий біографічний підхід, прикрашений філософською мовою. Це викликає звинувачення у відкиданні наукового методу як такого, через що його робота, на думку критиків, втрачає можливість використовувати більш серйозні аргументи, ніж біографічні або автобіографічні.
Огляд розширеного видання, опубліковане в липні 1963 року в журналі «Time», закінчується цитатами філософів Пірса і Сантаяни:
Приділяючи мало уваги тому факту, що люди можуть бути навернені в хибні вірування, він знайшов шанувальників, про яких сам би шкодував. Наприклад, Муссоліні називав Джеймса наставником, який показав йому, що «про дію слід судити за її результатом, а не за її доктринальною основою». Джеймс … не мав наміру підтримувати нинішніх тоталітарних діячів. Його просто дратували колеги-вчені та їхнє нескінченне буквоїдство з питань, які не мають практичного значення. Будучи енергійною і вільнодумною особистістю, він сподівався показати, що релігійні переживання, навіть у божевільних, надзвичайно важливі для людського життя. Філософ-прагматист Чарльз Пірс зазначив, що найбільшою перевагою «Різноманіття» є його «проникнення в серця людей». Джордж Сантаяна заперечив, що його найбільшим недоліком є «прагнення дезінтегрувати ідею істини, пропонувати віру без розуму і потурати забобонам». 
З іншого боку, основний зміст цієї праці становлять виведені емпіричним шляхом з детальною точністю портрети й концепції, що робить її цінним класичним джерелом для аналізу релігійних переживань і міждисциплінарних досліджень про них. Деякі автори вважають «Різноманіття релігійного досвіду» працею, що заклала основи психології релігії. Також ця книга вплинула на прикладні психологічні практики для тих, хто бореться з залежностями, зокрема, вона була одним із джерел натхнення засновника Анонімних алкоголіків Вільяма Вілсона. Деякі введені в книзі терміни прижилися в літературі, хоча й не асоціюються, як правило, з іменем Джеймса. За словами Харта, «робота Джеймса оманливо проста, але при цьому дуже багатозначна і при цьому психологічно точна й прониклива».
Доктор філософських наук, старший науковий співробітник сектора філософії релігії ІФ РАН Е. Р. Балагушкин зазначав, що хоча «чудова» фундаментальна книга Джеймса для сучасного релігієзнавства «досить обмежена в теоретико-методологічному відношенні», оскільки ґрунтується лише на описово-емпіричному підході й розглядає тільки емоційно-психологічний аспект містики, але на момент виходу видання «було видатним за широтою поставлених проблем і за охопленням фактичного матеріалу». Також Балагушкін вказав на те, що від моменту виходу книги до тепер «ясності й глибини в розумінні специфіки містики <…> не додалось».
Засвоєння прихованих потенцій ідей Джеймса продовжилося в книзі, виданій Американською психологічною асоціацією у 2000 році, на що вказує навіть її назва — «Різноманіття аномального досвіду».

## Переклади російською
У Росії книга вперше вийшла під редакцією і з передмовою С. В. Лур'є в 1910 році в Москві. За часів СРСР не перевидавалася, і лише в 1992 році у видавництві «Андрєєв і сини» було видано репринтне відтворення видання 1910 року, за яким пішли інші переклади і перекази, повні або часткові:
- Джемсъ В. Многообразіе религиознаго опыта. Перевод с английского В. Г. Малахіевой-Мировичъ и М. В. Шикъ. Под ред. С. В. Лурье. — М.: Издание журнала «Русская Мысль», 1910.
- Джеймс У. Многообразие религиозного опыта. Пер. с англ. В. Г. Малахиевой-Мирович и М. В. Шик — М. : Наука, 1993. — 431 с.
- Джемс У. Многообразие религиозного опыта [Фрагменты]. Пер. с англ. Е. С. Элбакян // Мистика. Религия. Наука. Классики мирового религиоведения. Антология / Сост. и общ. ред. А. Н. Красникова. М.: Канон+, 1998.